# Heather Morris
Heather Elizabeth Morris (sinh ngày 1 tháng 2 năm 1987) là một nữ diễn viên, vũ công, ca sĩ người Mỹ, được biết nhiều bởi vai diễn của cô, Brittany S. Pierce trong sê-ri hài-nhạc kịch, Glee.

## Cuộc sống đời thường
Morris được sinh ra tại Thousand Oaks, California, và lớn lên ở Scottsdale, Arizona. Cô đã bắt đầu tập nhảy khi chỉ mới một tuổi. Morris đã từng tham gia các cuộc thi nhảy khi cô còn nhỏ với những thể loại vũ đạo khác nhau như jazz, tap và đương đại. Cha của Morris đã mất vì bệnh ung thư khi cô 14 tuổi. "Đây chính là điều rất khó khăn với tôi, vì tôi buồn về điều này, nhưng tôi không dừng chân tại đây," cô chia sẻ trong một hội thảo với sinh viên vào tháng 12 năm 2009. "Tôi biết ông ấy đã sống ở một nơi tốt hơn, thay vì phải chịu những đau đớn."
Sau khi tốt nghiệp trường trung học Desert Mountain, Morris quyết định mình sẽ gia nhập vào trường đại học địa phương nhưng cô nhận ra rằng mình đã quyết định sai, vì thế, cô đã chuyển đến L.A. khi 19 tuổi.

## Sự nghiệp

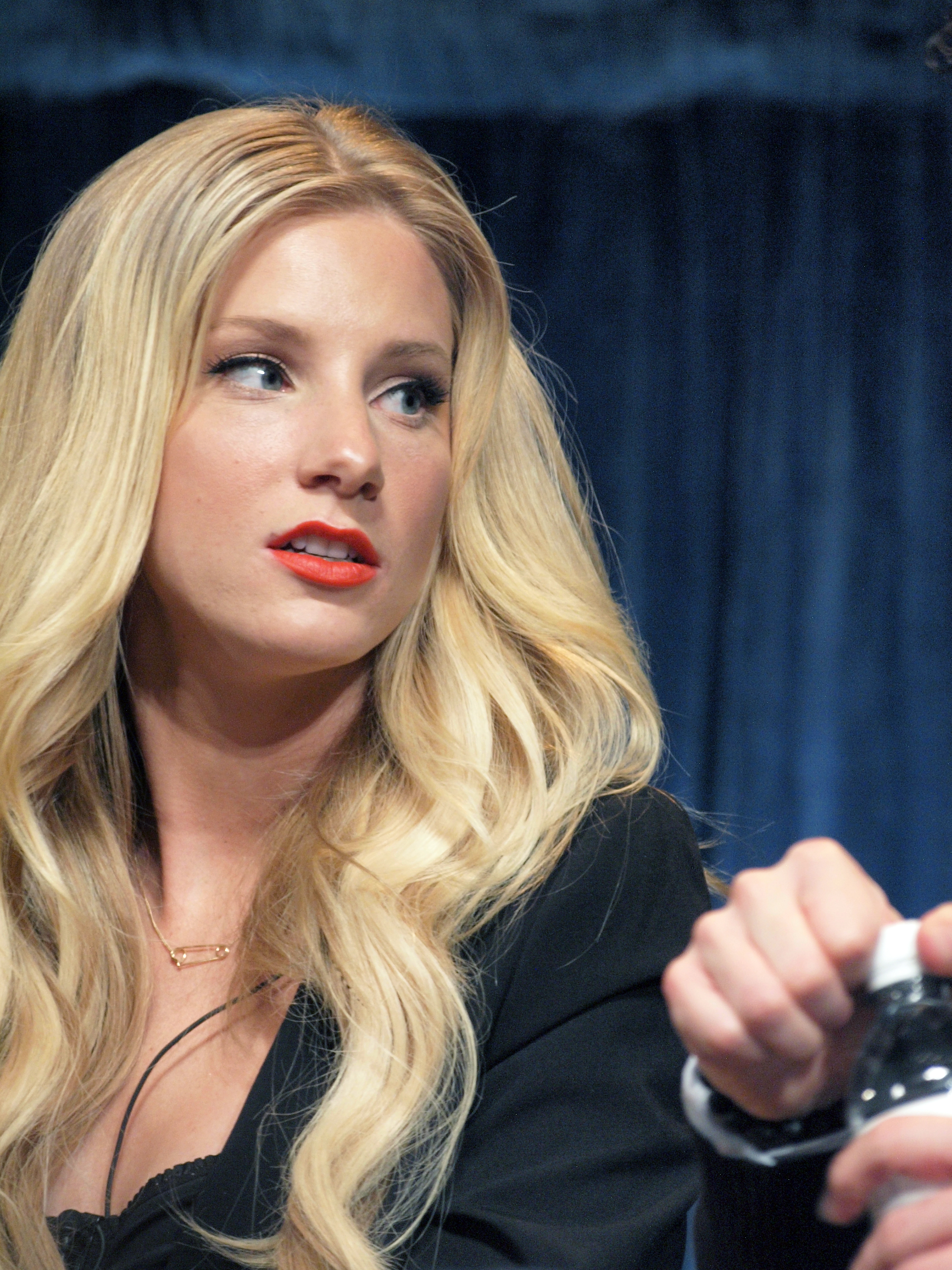
Morris vào năm 2011.

Morris lần đầu tiên xuất hiện trong chương trình So You Think You Can Dance mùa 2 vào năm 2006 nơi cô đã vào được vòng thi Vegas nhưng thất bại trong top 20 với số phiếu bầu là 3-2.
Không nản chí, Morris trở lại Los Angeles, theo đuổi sự nghiệp nhảy mùa và được huấn luyện theo thể loại jazz. Bước ngoặt lớn nhất của cô là vào năm 2007, cô được Beyoncé Knowles chọn làm vũ công phụ họa của mình cho tour lưu diễn thế giới The Beyoncé Experience và một tour diễn nhỏ nhằm quảng bá cho đĩa đơn năm 2008, "Single Ladies (Put a Ring on It)" gồm những màn trình diễn tại American Music Awards, Saturday Night Live, The Ellen DeGeneres Show, Today, và Total Request Live của kênh MTV. Cô đồng thời cũng là vũ công nền cho Knowles và Tina Turner tại lễ trao giải 50th Grammy Awards năm 2008. Morris sau đó đã xuất hiện trong một vai nhỏ của Fired Up, nơi cô gặp biên đạo múa Zach Woodlee. Sau bộ phim này, Woodlee đã đưa cô đến nhảy ở những chương trình khác, nơi anh đảm nhiệm việc biên đạo, trong đó gồm một tập phim của Eli Stone, Swingtown, bộ phim điện ảnh Bedtime Stories, và Glee.
Sau đó, tháng 12 năm 2010, Morris đã trở thành Đại sứ Phong cách Người nổi tiếng của hãng mỹ phẩm FLIRT! và nằm trong danh sách Hot 100 của tạp chí Maxim, nơi cô đứng ở vị trí 85. Trên trang web AfterEllen, cô lại đứng ở vị trí á quân trong danh sách Hot 100, đằng sau bạn diễn Glee, Naya Rivera.
Năm 2011, Morris đã trình diễn vũ đạo trong video quảng cáo cho Staples Canada. Tháng 10 năm 2011, cô đã thừa nhận trên tạp chí Fitness rằng đã cắt bỏ phần ngực cấy ghép của mình, cho rằng, "Cấy ghép vú là điều mà tôi muốn làm khi còn trẻ, giờ tôi không còn như thế nữa, tôi rất khó khăn khi cùng hoạt động với chung, vì ngực của tôi luôn bị đau. Nó rất đau, và tôi không thích việc lúc nào cũng phải chịu đau đơn, chính vì vậy mà chúng phải đi ngay!" Việc cấy ghép vú của cô đã được thực hiện trong khoảng thời gian cô xuất hiện trên So You Think You Can Dance vào năm 18 tuổi và năm 21 tuổi khi cô nhảy phụ họa cho Knowles.

### Tỏa sáng trongGlee

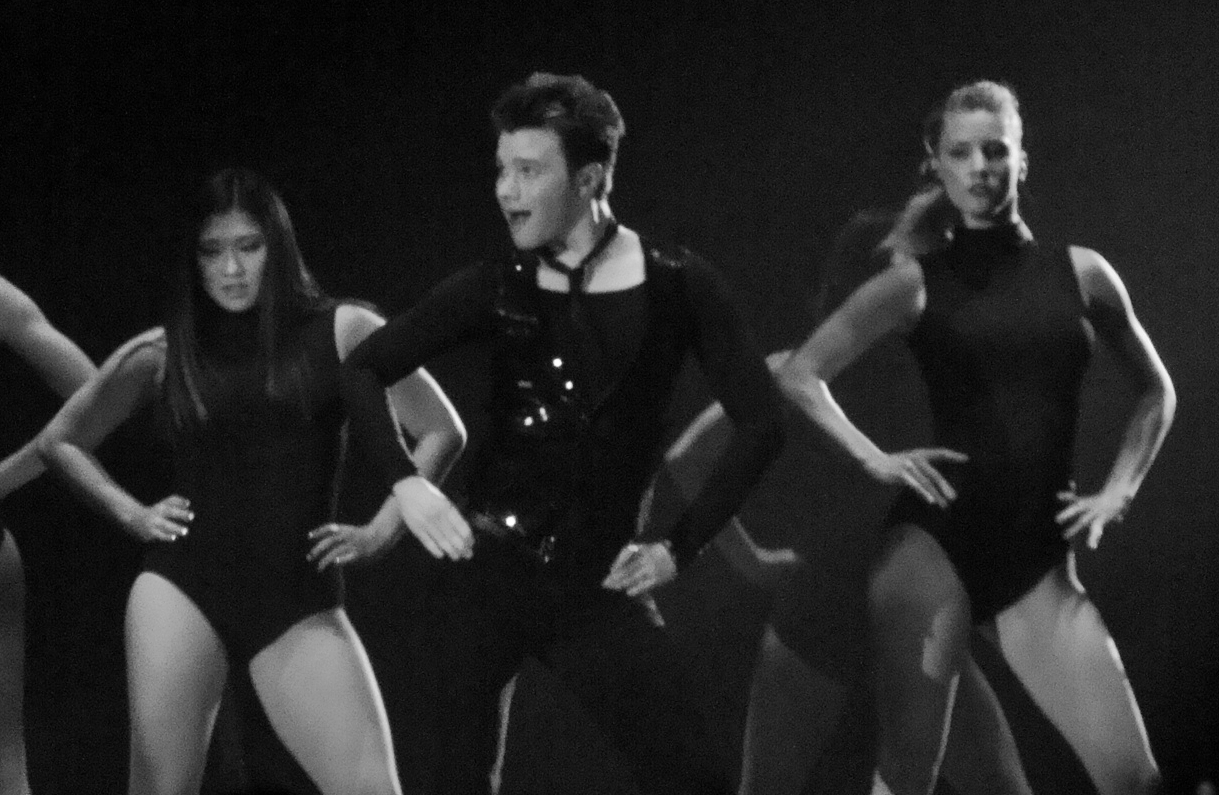
Morris cùng bạn diễn trong Glee Chris Colfer (giữa) và Jenna Ushkowitz (trái) trình diễn ca khúc "Single Ladies" trên sân khấu của Glee Live! In Concert! năm 2011.

Morris đã học một khóa đào tạo về diễn xuất và theo đuổi nghề đóng phim khi được Woodle nhờ dạy vũ đạo của "Single Ladies (Put a Ring on It)" cho những diễn viên trong Glee. Trong thời gian này, chương trình cũng đang tìm kiếm nữ cổ động viên thứ ba, và cô đã được chọn để thủ vai Brittany. Ban đầu, nhân vật của cô là một người ít nói, vai diễn sau đó đã được nhà biên kịch phát hiện rằng cô có khả năng diễn những câu one-line (một dòng thoại). Jarrett Wieselman từ New York Post chỉ ra rằng Morris "hiện đang là một trong những nhân vật phụ vui nhộn nhất trên TV" còn tạp chí LA Times viết rằng họ đang "có cảm tình về mặt hài kịch với Morris Morris".
Trong một đoạn quảng cáo phát sóng trong tập "Sectionals", nhân vật Brittany Pierce và Santana Lopez đã ngủ chung với nhau, Dorothy Snarker, một nhà báo cho trang web AfterEllen đã khen ngợi cặp đôi, ghép tên họ thành "Brittana". Cô đồng thời cũng gọi đây là một trong hai "cặp đôi mới yêu thích [của cô] trong Glee", nhận xét rằng trong dù hai người "chỉ có một cảnh phim ngắn nhưng đáng để chú ý", cô nói thêm, "Đừng bận tâm nhé Finn và Rachel — Tôi bên đội Brittana đây."
Nhân vật của Morris bắt đầu trở nên nổi bật vào 9 tập phim cuối của mùa đầu tiên cũng như nhận được những tiếp nhận tích cực từ những nhà phê bình, chính vì vậy mà vai diễn này đã được giới thiệu với tư cách là một trong những vai chính của mùa 2. Cô đồng thời còn là trung tâm của tập phim thứ hai của mùa 2, "Britney/Brittany", (một tập phim tri ân đến Britney Spears) nơi cô hát hai ca khúc của Spears gồm "I'm a Slave 4 U" và bản song ca với Naya Rivera, "Me Against the Music". Ở nửa sau mùa hai, nhân vật của Morris được khai thác rộng hơn cùng cốt truyện đồng tính nữ gữa cô và nhân vật Rivera. Phần diễn xuất của hai người đều nhân được khen ngợi từ những nhà phê bình. Ngoài ra, cô và Rivera cũng là bạn thân ngoài đời.
Năm 2011, cô đã trình diễn "I'm a Slave 4 U" trong tour diễn của Glee năm 2011, cũng như trình diễn vũ đạo với Harry Shum Jr. trong ca khúc "Valerie", trình bày bởi Naya Rivera, "Single Ladies" và "Safety Dance".
Morris sau đó đã đồng sáng tác và xuất hiện trong video của chương trình Funny or Die mang tên "Nuthin' But A Glee Thang," một bản sao của ca khúc "Nuthin' but a 'G' Thang", trình bày bởi Dr. Dre và Snoop Dogg. Video được sáng tác bởi Ashley Lendzion và Riki Lindhome, gồm sự xuất hiện của diễn viên Sofia Vergara trong Modern Family, bạn diễn của cô trong Glee gồm Matthew Morrison, Cory Monteith, Harry Shum, Jr., và Naya Rivera.

## Sự nghiệp diễn xuất
| Video âm nhạc | Video âm nhạc        | Video âm nhạc                                                    | Video âm nhạc |
| Năm           | Nghệ sĩ              | Tựa đề                                                           | Ghi chú       |
| ------------- | -------------------- | ---------------------------------------------------------------- | ------------- |
| 2008          | An-Ya                | Nightlife                                                        | Vũ công       |
| 2008          | The White Tie Affair | Allow Me To Introduce Myself...Mr. Right/Candle (Sick and Tired) |               |
| 2008          | Hit the Lights       | Drop the Girl                                                    |               |
| 2011          | Leo Moctezuma        | 2 Da Left                                                        |               |

| Điện ảnh | Điện ảnh                   | Điện ảnh                   | Điện ảnh                                                  |
| Năm      | Tựa đề                     | Vai diễn                   | Ghi chú                                                   |
| -------- | -------------------------- | -------------------------- | --------------------------------------------------------- |
| 2008     | Bedtime Stories            | Cô gái mèo                 | Không ghi danh                                            |
| 2009     | Fired Up!                  | Fiona                      | Một phần của đội cổ vũ "Panther"/Body double (phân thân). |
| 2011     | Glee: The 3D Concert Movie | Chính cô                   | Phim trình diễn                                           |
| 2012     | Ice Age: Continental Drift | Katie, Cô gái nhiều chuyện | Lồng tiếng                                                |
| 2013     | Spring Breakers            |                            | Đang thực hiện                                            |

| Truyền hình | Truyền hình            | Truyền hình                       | Truyền hình |
| Năm         | Tựa đề                 | Vai diễn                          | Ghi chú |
| ----------- | ---------------------- | --------------------------------- | --- |
| 2007        | The Beyoncé Experience | Vũ công                           | DVD: The Beyoncé Experience Live |
| 2008        | Swingtown              | Cô nàng nhảy Disco mặc đầm đỏ     | Không được ghi danh, Tập: "Get Down Tonight" |
| 2008        | Eli Stone              | Vũ công đường phố/Vũ công phụ họa | Không được ghi danh, Tập: "The Path" và "The Humanitarian" |

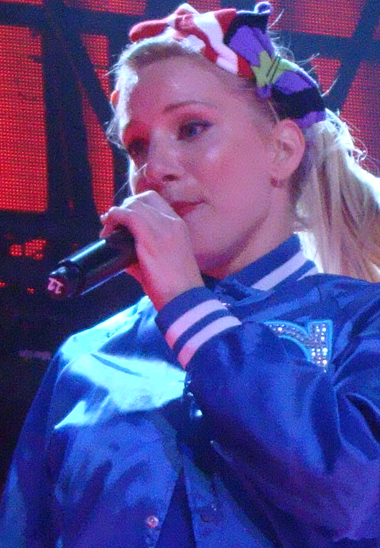
Morris thủ vai Brittany S. Pierce trong bộ phim truyền hình Mỹ, Glee.

| 2009- nay   | Glee                   | Brittany Susan Pierce             | Mùa 1 - Diễn viên phụ Mùa 2,3 – Diễn viên chính Screen Actors Guild Award cho Tập thể diễn viên xuất sắc nhất trong một sê-ri phim hài Đề cử – Teen Choice Award cho Nhóm nhạc xuất sắc nhất (chia sẻ với Dàn diễn viên phim Glee) |
| 2010        | How I Met Your Mother  | Vũ công Áo hồng                   | Không được ghi danh, Tập: "Girls Versus Suits" |
| 2011        | Quảng cáo của Staples  | Chính cô/Vũ công                  | |

## Giải thưởng và đề cử
| Giải thưởng                                                | Năm  | Hạng mục                                                  | Kết quả   | Vai diễn                                  |
| ---------------------------------------------------------- | ---- | --------------------------------------------------------- | --------- | ----------------------------------------- |
| Playhouse West Film Foundation 2011 PWFF Grand Jury Awards | 2011 | Nữ diễn viên phụ xuất sắc nhất trong một bộ phim điện ảnh | Đoạt giải | Lily trong phim ngắn POST của Jim Parrack |